# Menhet, Menui és Merti

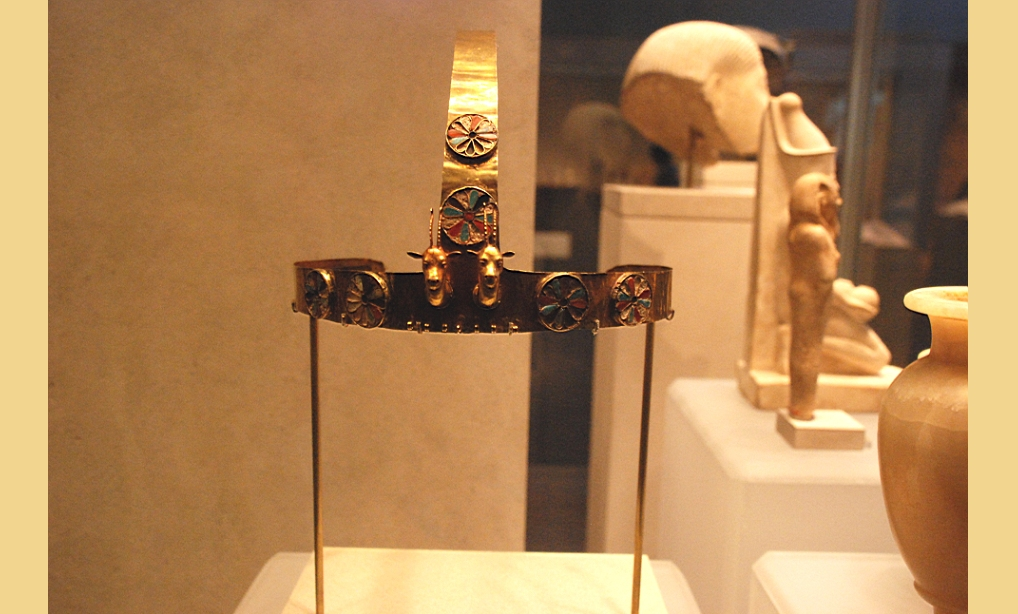
Aranykorona a sírból

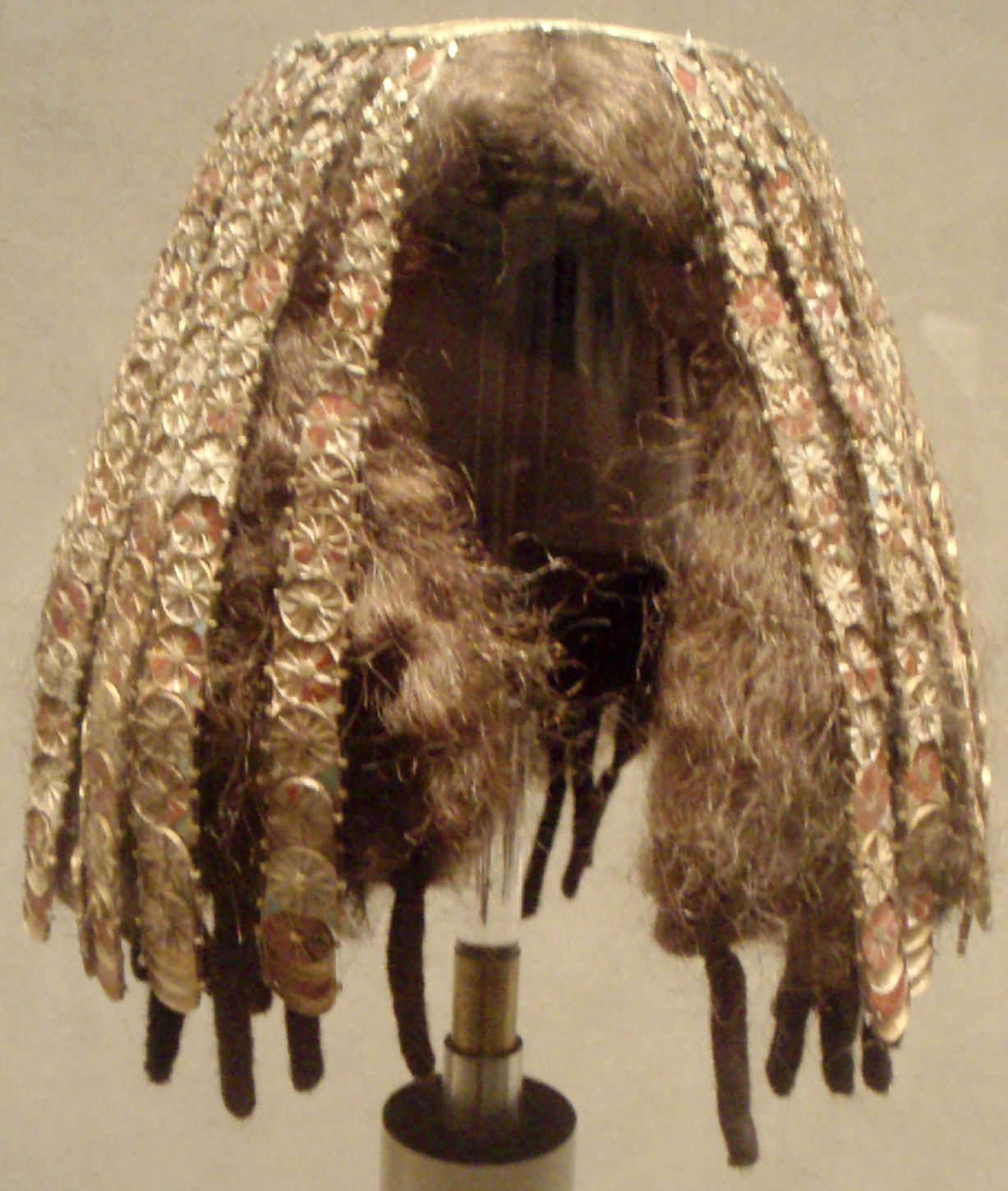
Parókadísz rekonstrukciója. Arany, karneol, üveg és jáspis.

Menhet, Menui és Merti három ókori egyiptomi királyné voltak, III. Thotmesz alacsonyabb rangú feleségei közé tartoztak. Feltehetőleg szíriai fejedelmek lányai voltak. Közös sírba temették el őket a Kubbanet el-Kurud vádiban. Nem tudni, rokonok voltak-e; arcuk a kanópuszedényeken nem hasonlít. Kettejük neve nyugat-sémi, egyiküké sem hurri; Merti neve a Márta név legkorábbi feljegyzett formája. Mindhárman viselték „a király felesége” címet, de valószínűleg csak alacsonyabb rangú feleségek voltak.
A sírt egy sziklamélyedésbe vágták, de bejárata kb. 10 méterrel a vádi talaja fölött található, hasonlóan maga III. Thotmesz Királyok völgye-beli sírjáéhoz. A sír egyetlen, díszítetlen helyiségből állt, melynek területe 5×7,5 méter, magassága 1,5-től 2 m fölé terjed.
A sírt 1916 augusztusában fedezték fel helyi lakosok a Luxortól délkeletre fekvő vádiban, és ki is fosztották, az egyiptomi hatóságok szeptemberben már csak a sírrablók által eldobott tárgyakat találták a sírban. Eredetileg a három temetkezés valószínűleg érintetlenül vészelte át az évszázadokat, de csak a fém- és kőtárgyak maradtak meg, a faanyagokat és magukat a múmiákat megrongálta a fentről beszivárgó víz. A legtöbb megmaradt tárgyat sikerült megtalálni a korabeli régiségpiacon, és nagy részük ma a Metropolitan Művészeti Múzeumban található, New Yorkban. A leletek közt találhatóak aranydiadémok, aranyozott saruk, arany-, karneol- és üvegkarperecek (mindegyik karperecen III. Thotmesz kártusa szerepel), edények, Hathor képmásával díszített arany-, ezüst- és üvegtükrök. Egyik fejdíszen sem szerepel a keselyűmotívum, ami a magasabb rangú királynékat megillette.

## Galéria

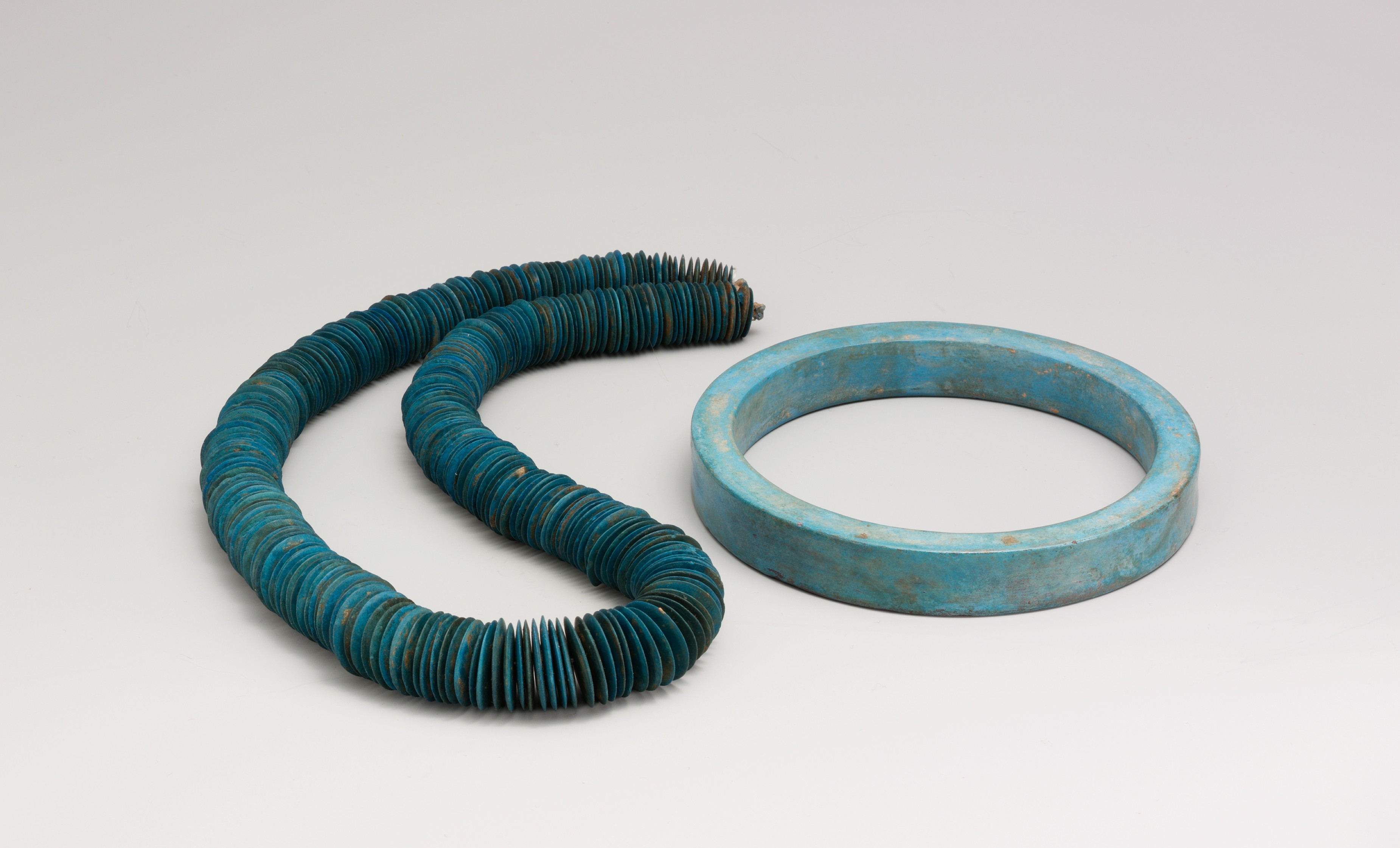
Ékszerek
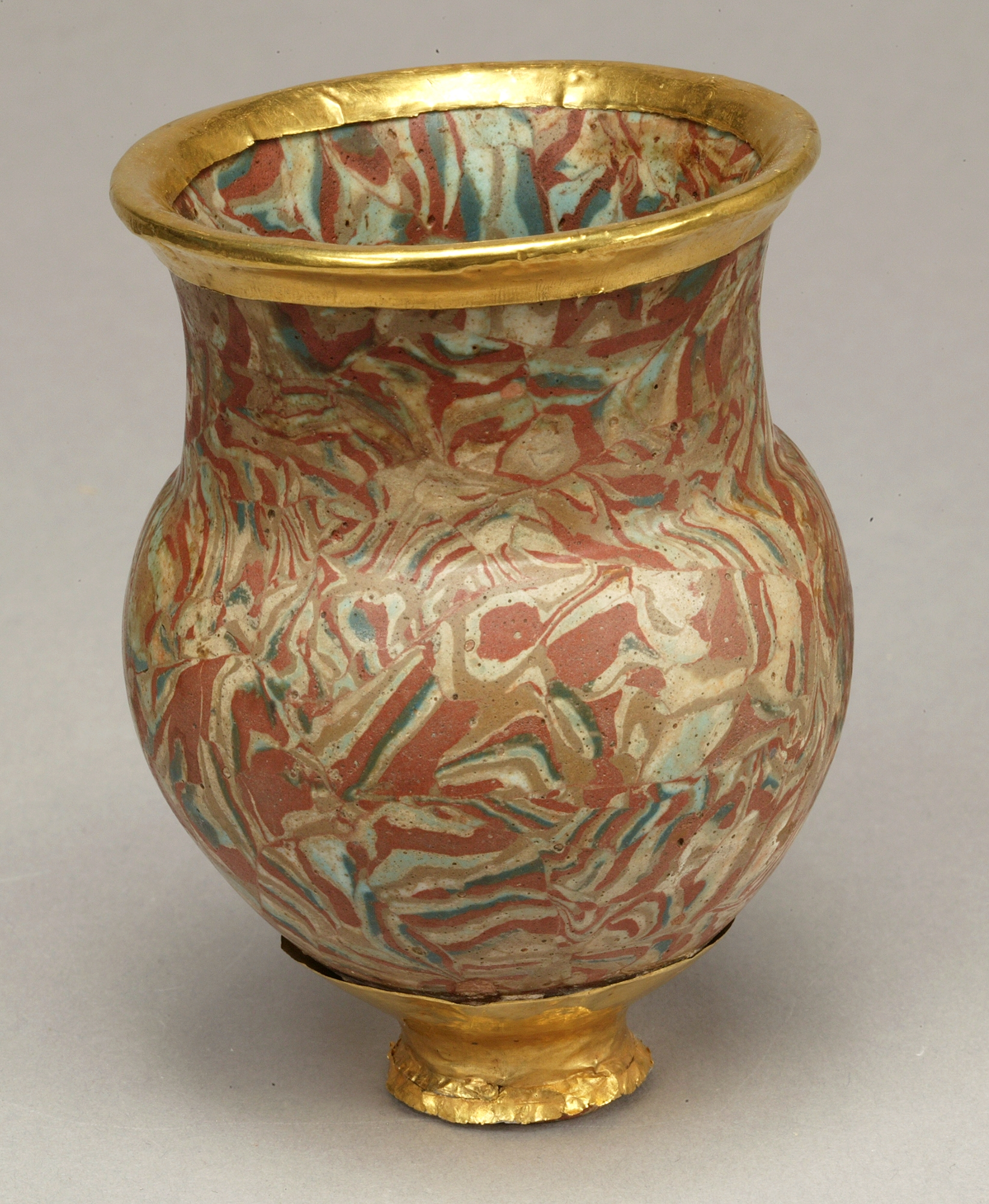
Ivócsésze
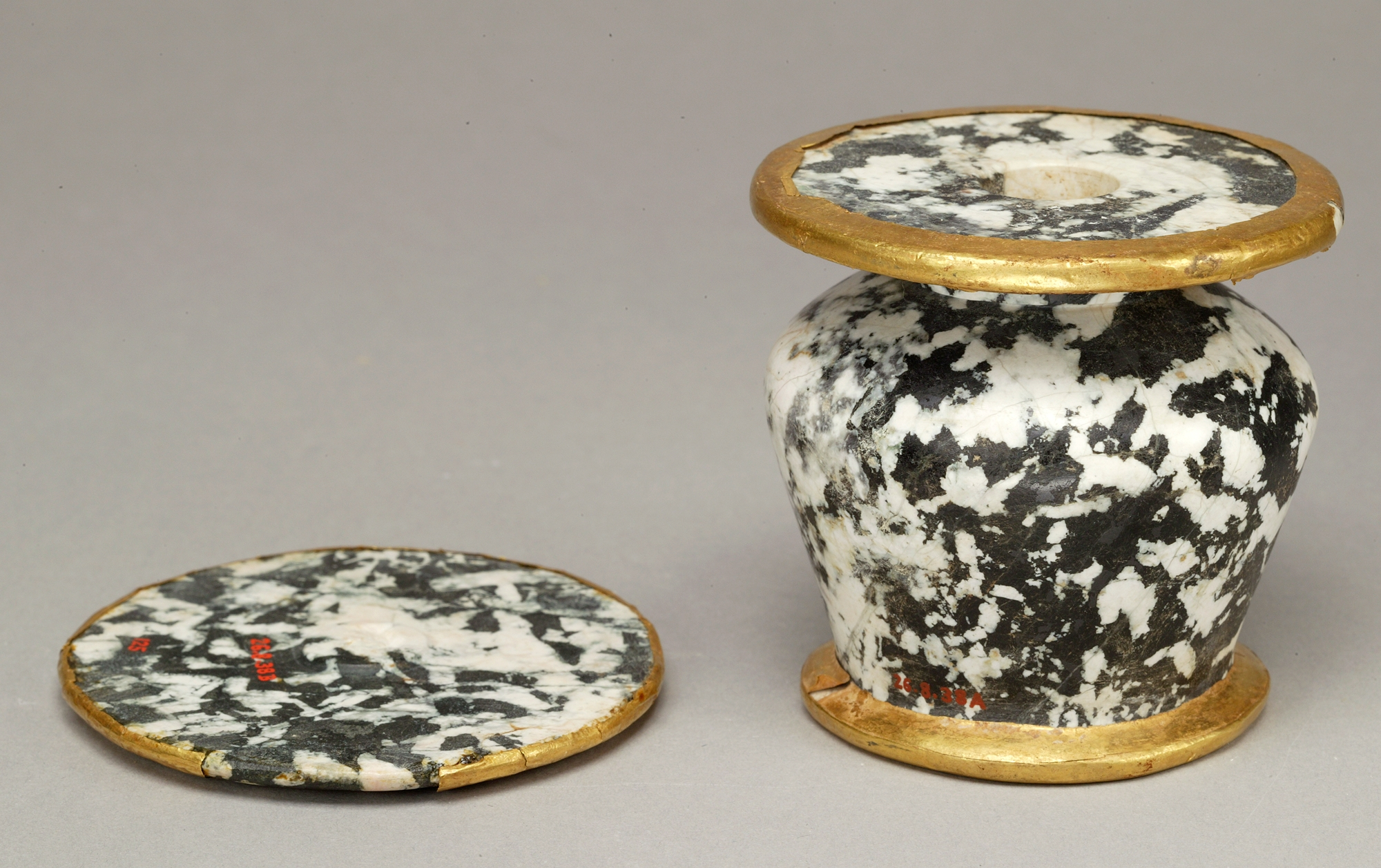
Szemfestékes edény
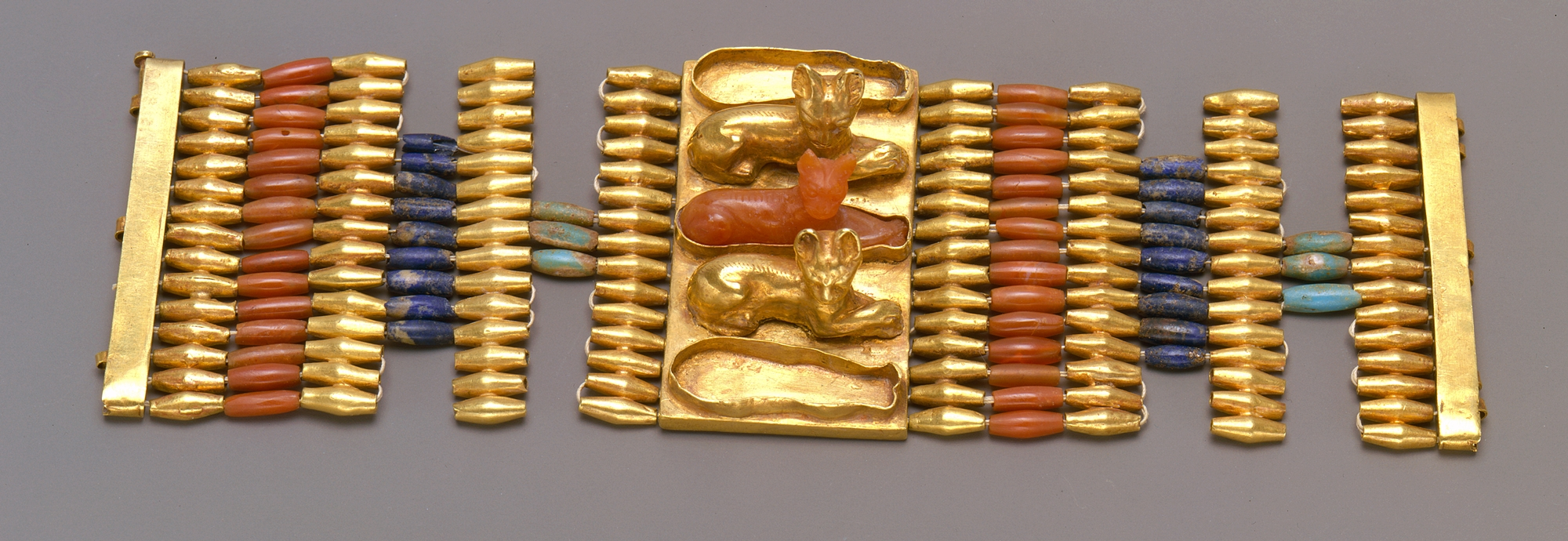
Cicás karkötő
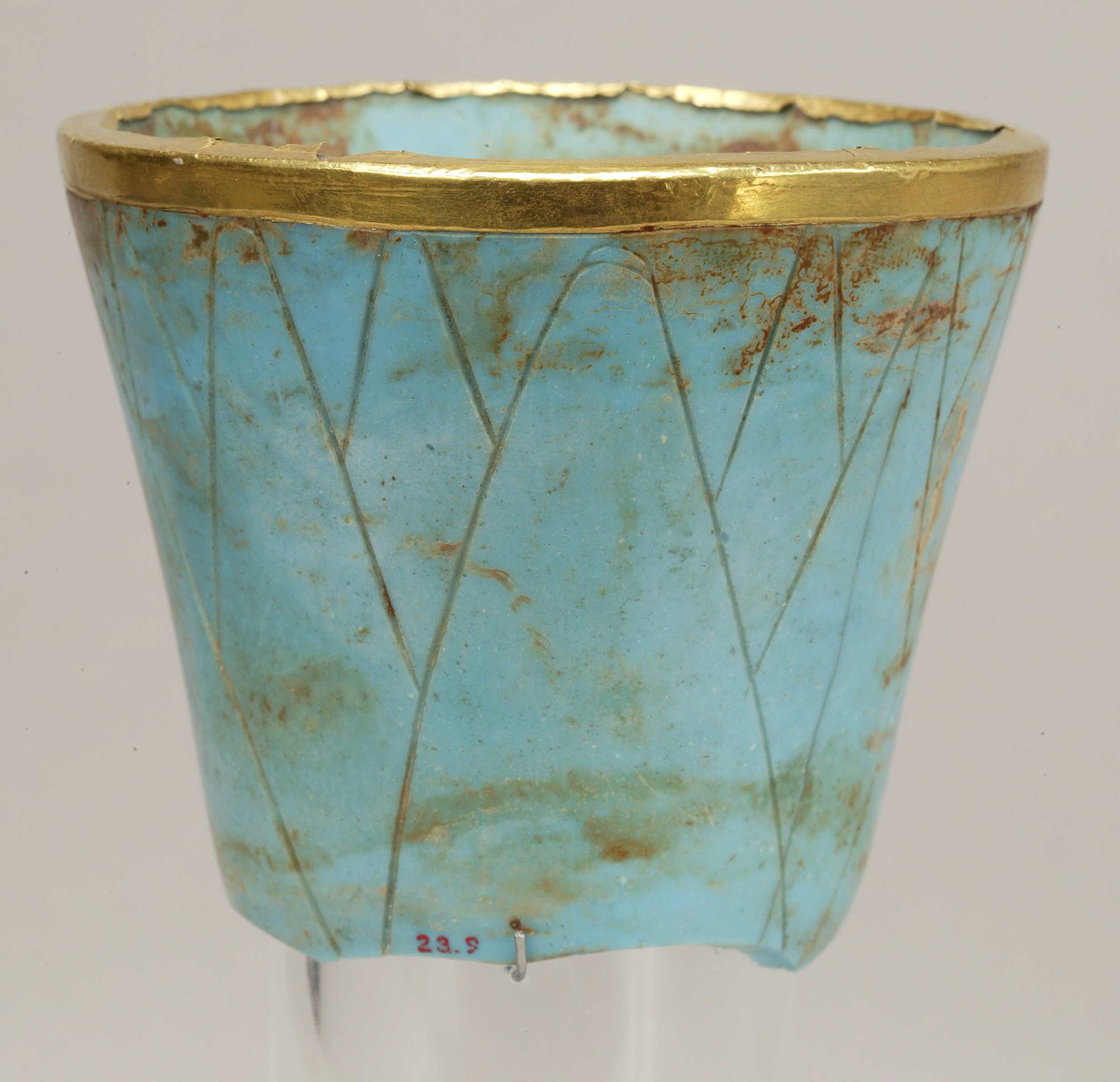
Lótuszt formázó kehely
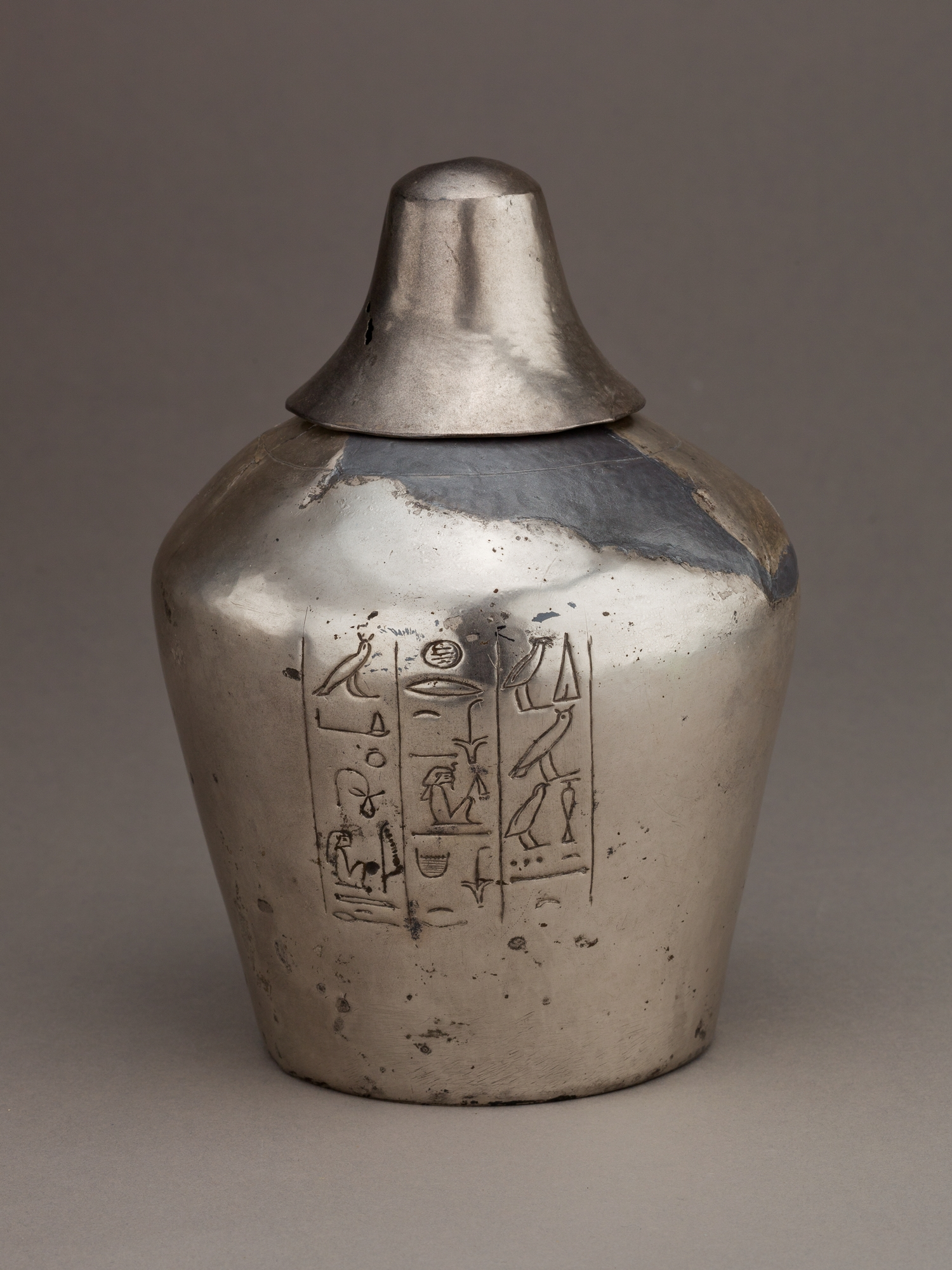
Menui ezüst libációs edénye
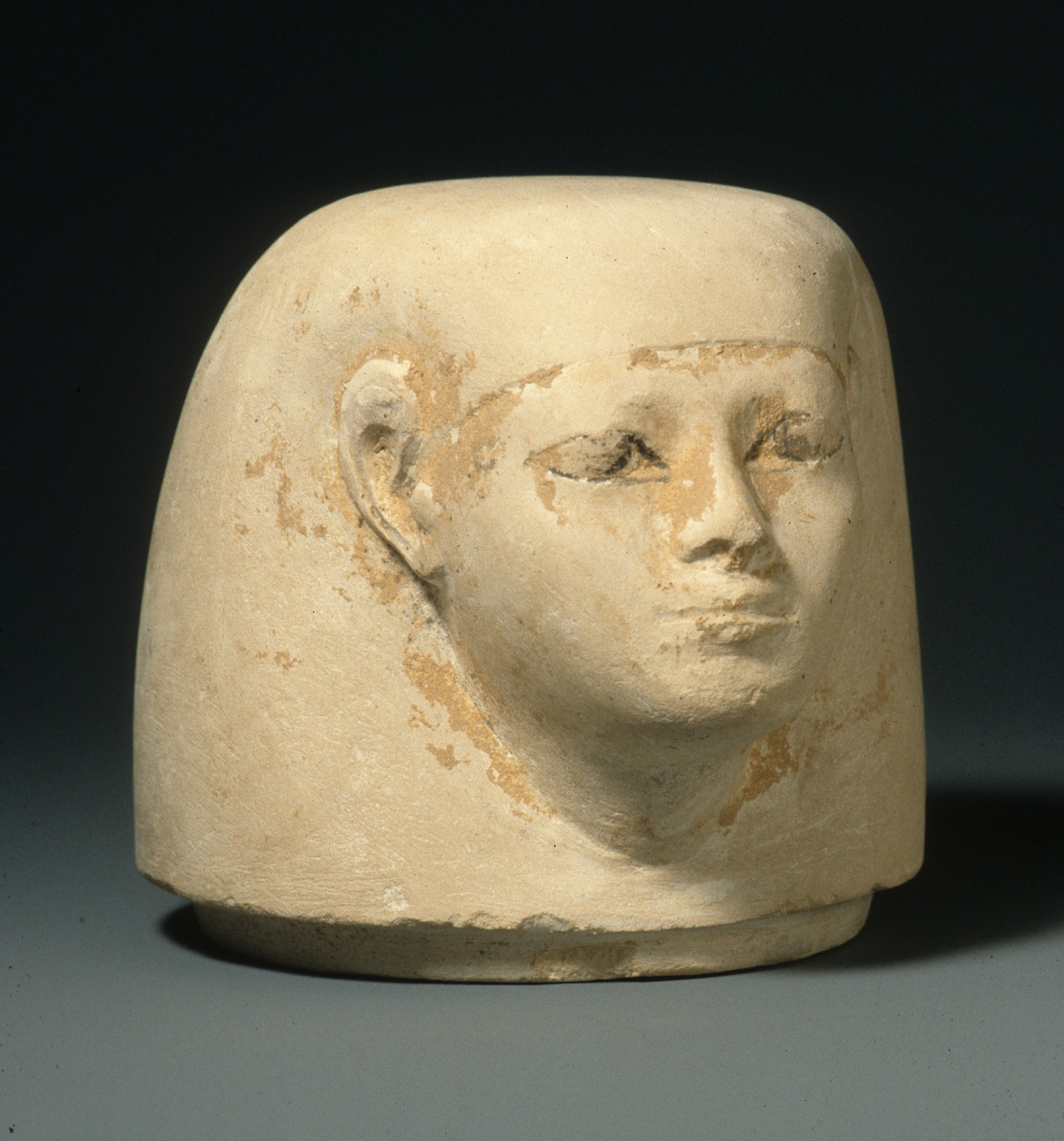
Merti kanópuszedénye
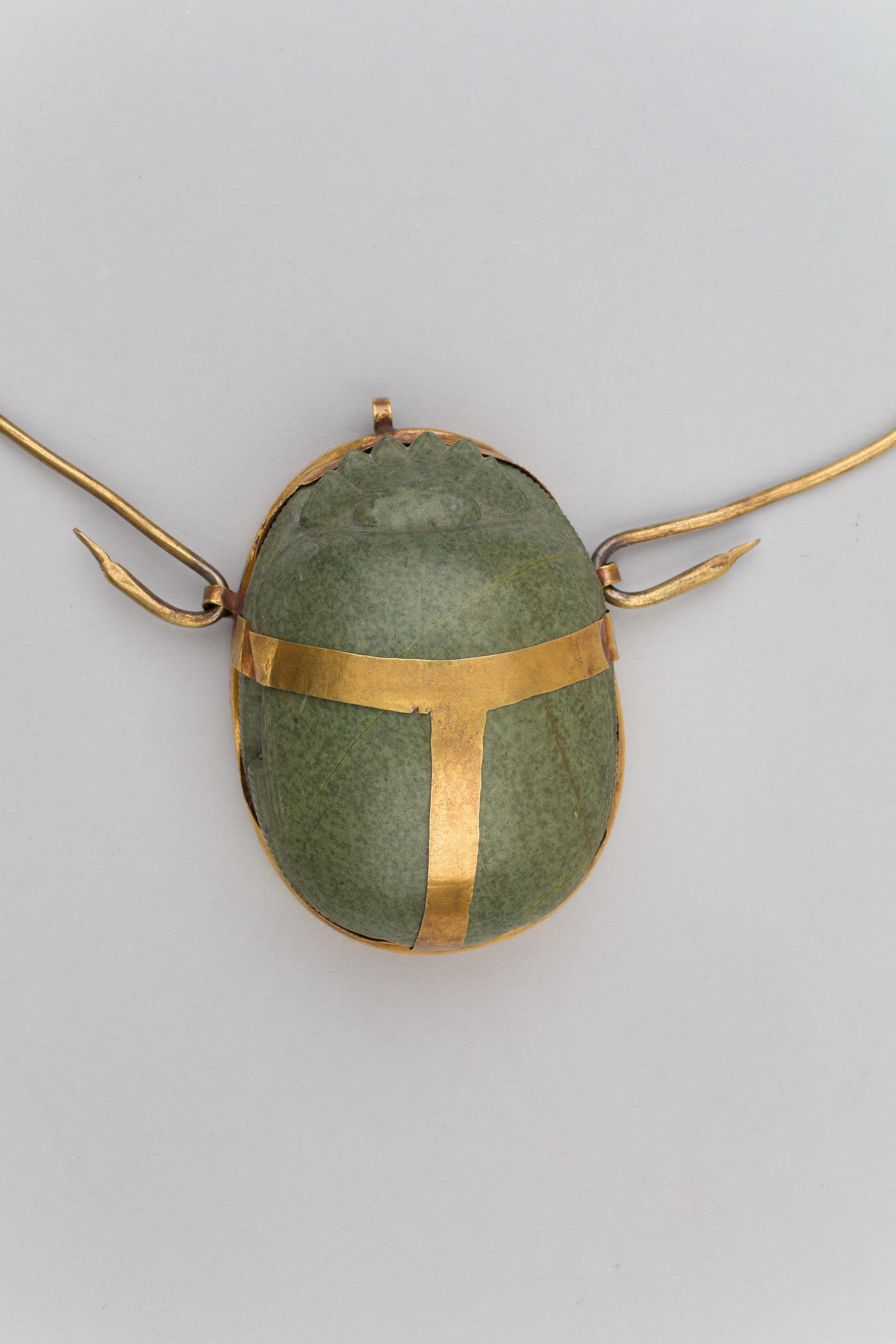
Merti szívszkarabeusza
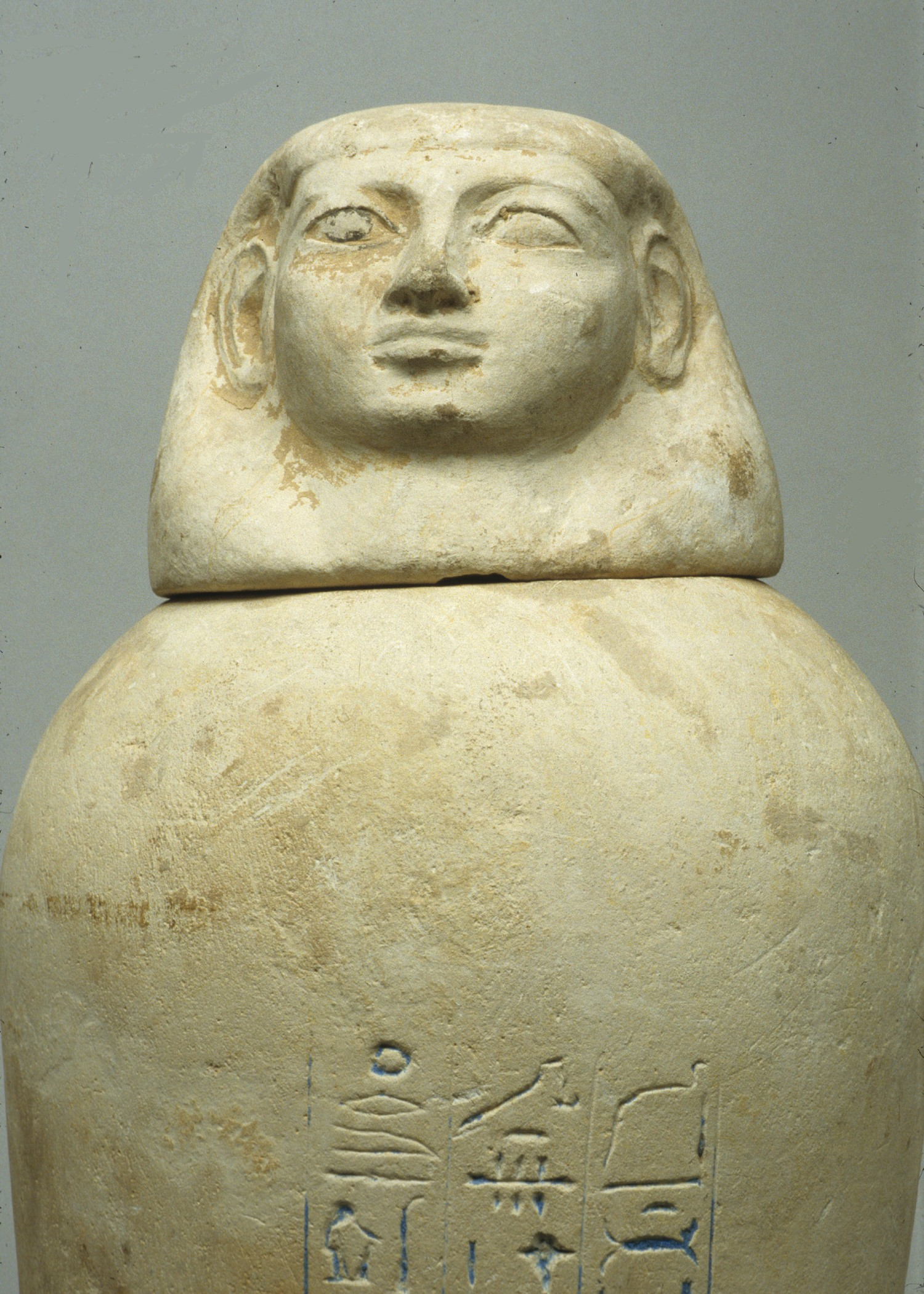
Menhet kanópuszedénye